# Brautschleier

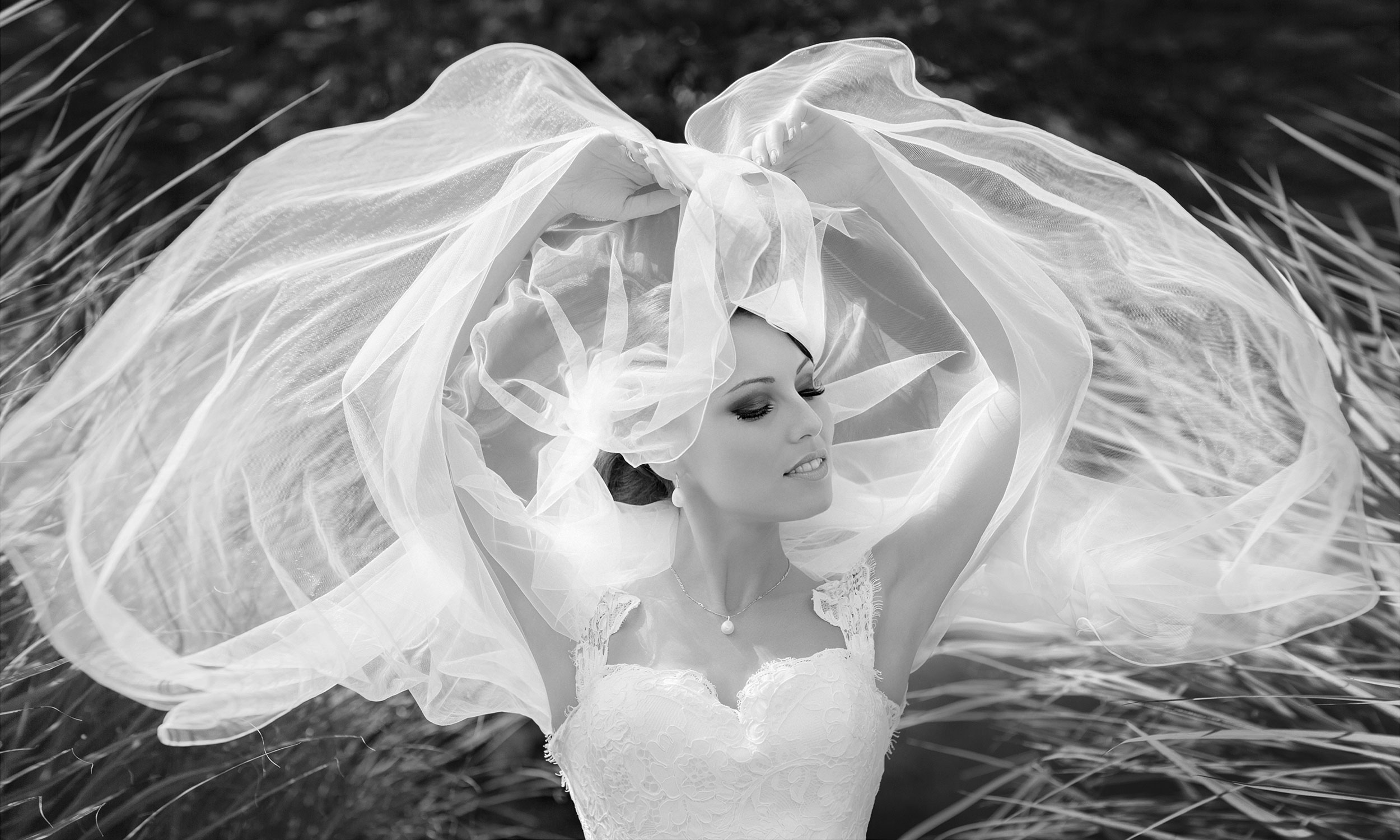
Der Brautschleier stellt ein bedeutendes Accessoire für die Hochzeit dar.

Der Brautschleier ist ein symbolisches Kennzeichnungsmerkmal einer entweder in den Stand der Ehe oder in den des geweihten Lebens eintretenden Frau. 
Der Brautschleier ist bereits für das frühe dritte Jahrtausend v. Chr. in Mesopotamien belegt, beispielsweise trug die Göttin Inanna den Beinamen „die Verschleierte“, „die Verhüllte“. Im Gilgamesch-Epos verweist die Erklärung Gilgameschs auf die frühe Existenz des Brautschleiers: „Da verhüllte er [Gilgamesch] den Freund so wie das Antlitz einer Braut.“ In Assyrien sind Ende des zweiten Jahrtausends v. Chr. in der Regierungszeit des Tukulti-apil-Ešarra I. (1114 bis 1076 v. Chr.) erstmals Gesetzesregeln hinsichtlich des Brautschleiers bezüglich eines rechtlich definierten Frauentypus konkret fassbar. Der mittelassyrischen Rechtssammlung ist zu entnehmen, dass ein Mann, der eine Konkubine heiraten wollte, der Braut vor fünf oder sechs Zeugen einen Schleier anlegen und die Worte sprechen musste: „Sie ist meine Frau“.
In der Tora findet sich die Geschichte, wie Laban dem Erzvater Jakob nach sieben Jahren Arbeit zum Lohn nicht die begehrte Rachel zur Frau gibt, sondern deren weniger attraktive Schwester Lea, was dieser erst nach Vollzug der Ehe bemerkt, da sie vollverschleiert war (Gen 29,24 ).
Im antiken Rom trug die Braut am Hochzeitstag eine weiße Tunika und auf dem Kopf einen roten, Flammeum genannten Brautschleier. Das lateinische Verbs nubere, das heiraten aus weiblicher Perspektive bedeutet, hat als Grundbedeutung einen Schleier tragen.
Bei den Wikingern wurde die Braut ebenfalls vollständig verschleiert. Darauf hebt die burleske Erzählung von der Heimholung des Hammers in der Lieder-Edda ab, in der Thor den Jötunn Thrymr, der ihm den Mjölnir gestohlen hat, austrickst, indem er sich vollverschleiert als Braut Zutritt zu seiner Burg verschafft.
Im Christentum wird der Brautschleier seit dem 4. Jahrhundert verwendet. Zuvor war der Brauch bereits im Judentum üblich. Im Christentum war er der Schleier, mit dem die Braut am Tag der Hochzeit erschien, während sie in früherer Zeit in langem, aufgelöstem Haar, dem Zeichen der bewahrten Unschuld, einherging. Er war von weißer, später auch roter Farbe und stellte ein Symbol der Jungfräulichkeit dar. Der Brautvater führte die verschleierte Braut vor den Altar, wo der Schleier vom Bräutigam gelüftet wurde. Die Schließung einer zweiten Ehe geschah ohne Brautschleier.
In den Vereinigten Staaten führt man die Einführung des Schleiers in die Brautmode auf das Vorbild von Eleanor Parke Custis Lewis (1779–1852, heir. 1799) zurück, eine Stiefenkelin von George Washington.